# Kolumbianische Fußballnationalmannschaft (U-20-Männer)
Die kolumbianische U-20-Fußballnationalmannschaft ist eine Auswahlmannschaft kolumbianischer Fußballspieler. Sie unterliegt der Federación Colombiana de Fútbol und repräsentiert sie international auf U-20-Ebene, etwa in Freundschaftsspielen gegen die Auswahlmannschaften anderer nationaler Verbände oder bei der U-20-Südamerikameisterschaft und der U-20-Weltmeisterschaft.
Das beste Ergebnis bei einer Weltmeisterschaft erreichte die Mannschaft 2003 in den Vereinigten Arabischen Emiraten, als sie den dritten Platz belegte.
Zudem wurde sie dreimal Südamerikameister (1987, 2005 und 2013).

## Teilnahme an U-20-Fußball-Weltmeisterschaften
| 1977 | nicht qualifiziert |
| 1979 | nicht qualifiziert |
| 1981 | nicht qualifiziert |
| 1983 | nicht qualifiziert |
| 1985 | Viertelfinale      |
| 1987 | Vorrunde           |
| 1989 | Viertelfinale      |
| 1991 | nicht qualifiziert |
| 1993 | Vorrunde           |
| 1995 | nicht qualifiziert |
| 1997 | nicht qualifiziert |
| 1999 | nicht qualifiziert |
| 2001 | nicht qualifiziert |
| 2003 | 3. Platz           |
| 2005 | Achtelfinale       |
| 2007 | nicht qualifiziert |
| 2009 | nicht qualifiziert |
| 2011 | Viertelfinale      |
| 2013 | Achtelfinale       |
| 2015 | Achtelfinale       |
| 2017 | nicht qualifiziert |
| 2019 | Viertelfinale      |
| 2021 | Turnier abgesagt   |
| 2023 | Viertelfinale      |

## Teilnahme an U-20-Fußball-Südamerikameisterschaften
| 1954 | Vorrunde           |
| 1958 | nicht teilgenommen |
| 1964 | 3. Platz           |
| 1967 | Vorrunde           |
| 1971 | Vorrunde           |
| 1974 | Vorrunde           |
| 1975 | nicht teilgenommen |
| 1977 | Vorrunde           |
| 1979 | Vorrunde           |
| 1981 | Vorrunde           |
| 1983 | Vorrunde           |
| 1985 | 3. Platz           |
| 1987 | Sieg               |
| 1988 | 2. Platz           |
| 1991 | Vorrunde           |
| 1992 | 3. Platz           |
| 1995 | Vorrunde           |
| 1997 | Vorrunde           |
| 1999 | Vorrunde           |
| 2001 | 6. Platz           |
| 2003 | 4. Platz           |
| 2005 | Sieg               |
| 2007 | 6. Platz           |
| 2009 | 5. Platz           |
| 2011 | 6. Platz           |
| 2013 | Sieg               |
| 2015 | 2. Platz           |
| 2017 | 6. Platz           |
| 2019 | 4. Platz           |
| 2021 | Turnier abgesagt   |
| 2023 | 3. Platz           |

## Bekannte ehemalige Spieler
(Auswahl)
- Abel Enrique Aguilar
- Falcao
- Pedro Franco
- Fredy Guarín
- Víctor Ibarbo
- Dayro Moreno
- Luis Muriel
- David Ospina
- Juan Fernando Quintero
- James Rodríguez
- Cristián Zapata
- Juan Zúñiga